# 松井田警察署
松井田警察署（まついだけいさつしょ）は、かつて存在した群馬県警察の警察署。
2010年4月1日の組織変更にともない安中警察署松井田分庁舎（あんなかけいさつしょまついだぶんちょうしゃ）となった。

## 所在地
- 群馬県安中市松井田町新堀1111

## 沿革
- 2010年4月1日 - 安中警察署松井田分庁舎に組織変更。